# Hândrești, Iași
Hândrești este un sat în comuna Oțeleni din județul Iași, Moldova, România.

## Istoric

### Epoca Bronzului
În septembrie 2012 au fost făcute descoperiri arheologice pe teritoriul satului Hândrești de către Mihai Vasilencu. După primele evaluări zona unde s-au găsit artefactele evidențiază existența unei foste așezări din neolitic pe al cărei perimetru sunt vizibile urmele locuințelor ce se întind pe circa 6 km. Cele mai remarcabile piese alături de instrumentele din piatră și bronz sunt două inscripții asemănătoare celor găsite la Tărtăria.

### Perioada modernă
Așezarea s-a format în secolul al XIX-lea, fiind populată de emigranți din Bucovina de Nord, Transilvania și satele vecine, care se ocupau de exploatarea forestieră și pentru această activitate li s-a permis loc de a face case. Locurile de origine ale populației sunt dovedite documentar și de numele de familie precum Opăriuc, Crâșmăruc, Manghiuc, Vasilencu. Primele clădiri au fost construite din bârne de lemn, cu acoperiș din stuf și din paie. Aceste construcții s-au păstrat până în anul 1940, când în satul Hândrești mai existau patru case de acest fel. Cei proveniți din Bucovina, stabiliți în partea de nord–vest, erau vorbitori de limbă rusă până în anul 1900 și erau recunoscuți ca ruși de restul populației, iar emigranții din Transilvania, stabiliți în partea de est, au primit denumirea de moldoveni. După 1915 a început un proces de integrare, însă cu toate acestea horele din sat erau realizate separat, în locuri diferite. În cele din urmă, cele doua părți s-au contopit și au obiceiuri asemănătoare. Denumirile istorice ale populațiilor încă se mai păstrează.
Ca justificare pentru numele satului, se spune că printre primele familii stabilite aici ar fi fost familia Hândrescu.
Până în anul 1800, exista o construcție locuită de pădurari care supravegheau exploatarea forestieră, imobil care aparținea boierilor din familia Sturza care locuiau în palatul din satul Miclăușeni.
Satul este înconjurat de păduri de foioase și de pășuni.

În prezent, principalele ocupații ale locuitorilor sunt agricultura, zootehnia și confecționarea de mobilă.
Hândrești e sat la est de Miclaușeni. Etimologic, Hândrescu înseamnă fiul lui Handra (Handrea, Andru) și probabil ca numele nu e străin de handrugan (Haidrugan) din 1591, format cu sufixul peiorativ -gan de la numele tatălui său Andrusco (Andru, Handru) nepot al lui Miclaus vornic. Fiica lui Drulea spătar (care stăpânea în sudul actualului Butea) e menționată Hândroaia, deci soția unui Andru (Handru). Dar un Andru, poate soțul celei pomenite, e fiul lui Patrasco și nepotul lui Luca Direptate și a trăit aproximativ între 1560 și 1620. Pe la 1600, Hândreștii era stăpânit de o serie de familii răzășești înrudite, dintre care neamul lui Bejan și Cazacul se trag probabil din nepoții cu același nume al lui Luca Direptate, deci au devenit patronime. Prima atestare scrisă a Handrestilor e din 1624. În 1635 e pomenit Ionasco de Handresti; în 1665 - Gligorie din Handresti; in 1707 - fiul acestuia, Chiriac Handrescu, iar în 1734, Pintilei Handrescu, fiul lui Chiriac. Fosta moșie răzășască Hândrești se mărginea la est cu Cristești, la nord cu Gănești, la sud-vest cu Daiceni și la sud-est cu Oțeleni.
Există o scrisoare din 9 decembrie 1899 a domnitorului către postelnicul Dimitrie Sturza privind un conflict la Hândrești ținutul Romanului, unde apare: „c-ai fi gonit cosașii dintr-o poiană ce se numește Giudele, care din vechi s-ar fi stăpânit tot de către moșia Gănești.” Această poiană este cunoscută și astăzi ca fiind hotarul dintre Gănești și Hândrești. O altă informație care plasează existența localității Hândrești mai de timpuriu este cea referitoare la hotarul Rucsanilor (Buznea) „unde se împreuna cu hotarul Cristeștilor și în codru până unde se împreuna cu hotarul Hândreștilor [...] l-am dat acest hotar, la Ruscani, sub anul 7181 (1673)”. Astfel, după datele pe care le susține autorul această localitate deja exista și în anul 1673.

### Biserica
Biserica a fost construită în 1843 din cărămidă prin contribuția marelui logofăt Alexandru și a soției lui, Elena Sturza.

## Demografie
Până în 1864 locuitorii satului erau clăcași. În 1864 au fost împroprietărite circa 130 de familii cu câte 2–4 fălcii de pământ. Acte doveditoare în acest sens se găseau la muzeul Unirii din Iași.
Satul numără 1208 locuitori, toți de religie ortodoxă.